# Bresse-sur-Grosne
Bresse-sur-Grosne ist eine französische Gemeinde mit 185 Einwohnern (Stand 1. Januar 2022) im Département Saône-et-Loire in der Region Bourgogne-Franche-Comté (vor 2016 Bourgogne); sie gehört zum Arrondissement Chalon-sur-Saône und ist Teil des Kantons Tournus (bis 2015 Sennecey-le-Grand). 

## Geografie
Bresse-sur-Grosne liegt etwa 23 Kilometer südsüdwestlich von Chalon-sur-Saône. Umgeben wird Bresse-sur-Grosne von den Nachbargemeinden La Chapelle-de-Bragny im Norden und Nordosten, Étrigny im Osten, Champagny-sous-Uxelles im Südosten, Bissy-sous-Uxelles im Süden, Malay im Südwesten sowie Sercy im Westen.

## Bevölkerungsentwicklung
| Jahr                      | 1962 | 1968 | 1975 | 1982 | 1990 | 1999 | 2006 | 2011 | 2016 |
| Einwohner                 | 214  | 220  | 181  | 175  | 175  | 174  | 197  | 204  | 187  |
| Quelle: Cassini und INSEE |      |      |      |      |      |      |      |      |      |

## Sehenswürdigkeiten
- Kirche Saint-Pancrace

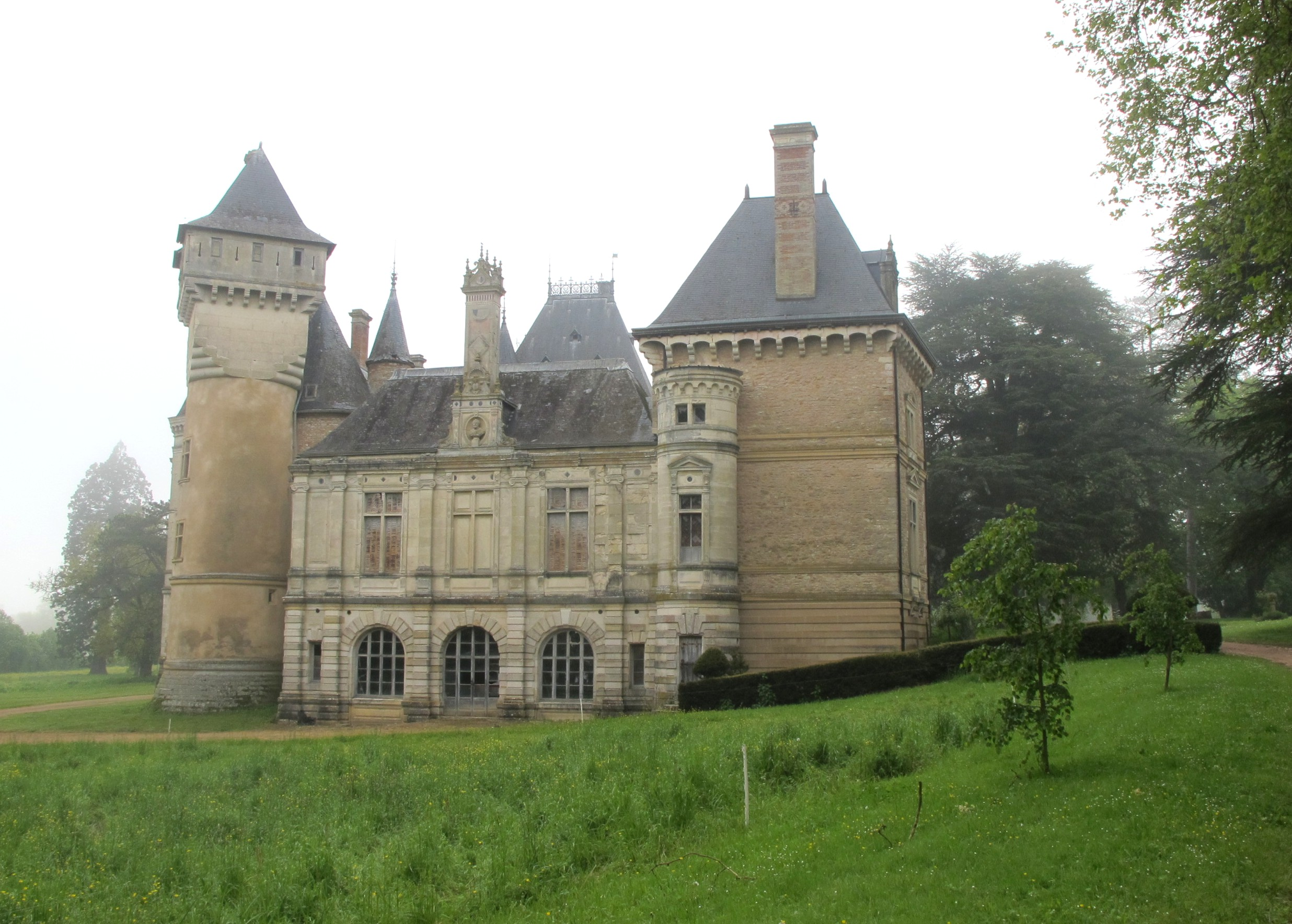
Schloss

- Schloss Bresse-sur-Grosne, Monument historique seit 1983